# 五亭桥
五亭桥，又名“莲花桥”，位于中华人民共和国江苏省扬州市的瘦西湖的莲花埂上，是该市的标志性建筑之一。

## 历史
清乾隆二十二年（1757年），驻扎在扬州的两淮盐运使高恒为了便于乾隆帝南巡途中南北通行顺畅，开凿了从扬州城向西北直抵平山堂的莲花埂新河（即瘦西湖），并在莲性寺以北的河面狭窄处建造了五亭桥。“五亭”之名正得于其上颇具特色的五簇檐牙高啄之亭。
- 第一次大修

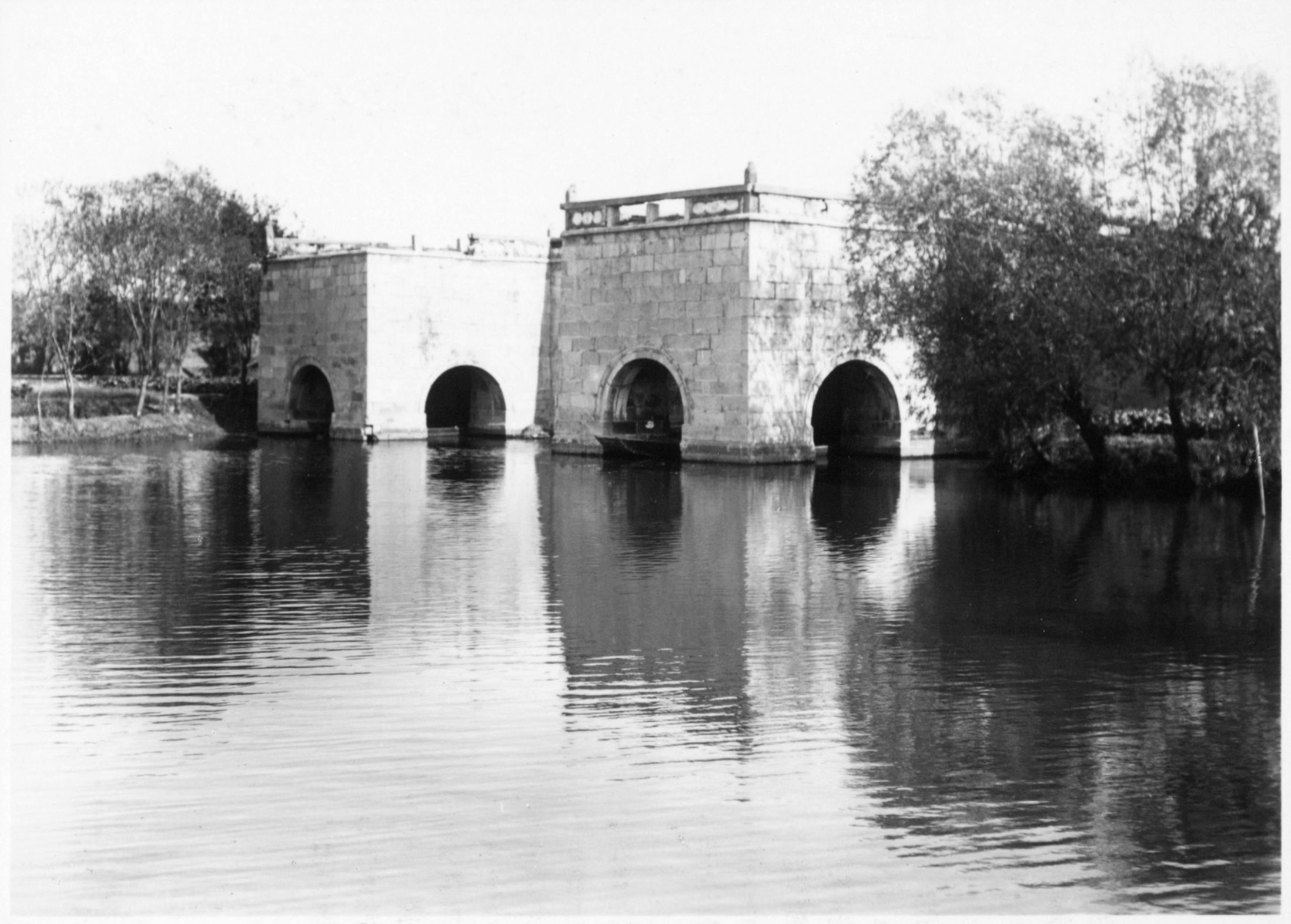
1930年代修復前的五亭桥。

咸丰三年（1853年），桥上五亭毁于太平天国北伐，五亭桥遂变成光秃秃的只有桥台的“无亭桥”。直到80年后的1933年，桥上的五个亭子才得以修复，耗资9700元，桥上中亭立《重修莲花桥碑记》，由陈含光撰文。
- 第二次大修

1942年，时任江都县长潘宏器决定对五亭桥进行修葺。从次，五亭桥被装扮得金碧辉煌。五亭的四个檐角，均系以风铃，微风吹过，铃声阵阵，清脆可听。
- 第三次大修

1954年，由扬州市建设科组织一次揭顶大修、增加钢筋砼柱基。改用黄琉璃瓦。
- 第四次大修

1984年，扬州市园林管理处组织，加固基础，用脂胶缝合墙壁裂缝。同时更换黄色琉璃瓦。
- 第五次大修

1989年，扬州市园林管理局对五亭桥进行了屋面修整，重做了宝顶，增加了莲花型石磉与石鼓。

## 艺术特色
五亭桥的构思仿自北京北海金鳌玉桥和五龙亭，因此乾隆南巡到此曾评价它有北海琼岛春阴的意境。这座桥的创造性在于将桥、亭合二为一，形成亭桥；又将五亭聚于一桥，亭与亭之间以短廊相接，共同形成一个完整的屋面。桥上五亭造型秀丽，黄瓦朱柱，配以白色栏杆，亭内彩绘藻井，富丽堂皇。与拱形桥身比例适当，配置和谐。桥下列四翼，桥身正侧共有15个桥孔。清代李斗的《扬州画舫录》称：“月满时，每洞各衔一月，金色滉漾。”桥梁专家茅以升誉为“中国古代交通桥与观赏桥结合的典范”。
五亭桥是瘦西湖风景区的点睛之作。桥的本身就是艺术品，游客来到桥上，又可以登高四望，欣赏周边的凫庄、梅岭春深、春台明、白塔、水云胜概等众多湖上胜景。

## 相关诗词
清：黄惺庵
扬州好，
高跨五亭桥。
面面清波涵月影，
头头空洞过云桡，
夜听玉人箫。